# خوسيه بيروكال
خوسيه بيروكال هو سياسي أمريكي، ولد في 1957، وتوفي في 25 أكتوبر 2000.